# Pleuropus
Pleuropus är ett släkte av svampar. Pleuropus ingår i familjen musslingar, ordningen Agaricales, klassen Agaricomycetes, divisionen basidiesvampar och riket svampar.
|           | Pleurotus                           |
|           |                                     |
|           | Geopetalum                          |
|           |                                     |
|           | Hohenbuehelia                       |
|           |                                     |
|           | Antromycopsis                       |
|           |                                     |
| Pleuropus | \| \| Pleuropus lagotis \| \| \| \| |
|           | \| \| Pleuropus lagotis \| \| \| \| |
|           | Nematoctonus                        |
|           |                                     |
|           | Cantharocybe                        |
|           |                                     |
|           | Agaricochaete                       |
|           |                                     |
|           | Pleuropus lagotis                   |
|           |                                     |

|  | Pleuropus lagotis |
|  |                   |